# Trần Thị Hải Linh
Trần Thị Hải Linh (sinh ngày 8 tháng 6 năm 2001) là một cầu thủ bóng đá nữ người Việt Nam thi đấu được cả ở vị trí trung vệ và tiền vệ cho Hà Nội Watabe và đội tuyển bóng đá nữ quốc gia Việt Nam.

## Danh hiệu
Hà Nội Watabe
- Giải bóng đá nữ Vô địch Quốc gia: 
  - Á quân: 2019, 2020, 2021, 2022
- Cúp Quốc gia: 
  - Á quân: 2019, 2021, 2022, 2023
  - Hạng ba: 2020

Đội tuyển Việt Nam
- Đại hội Thể thao Đông Nam Á:
  - Huy chương vàng: 2021, 2023